# Ђурица Лабовић
Ђурица Лабовић (Андријевица, 20. март 1930 — Београд, 7. август 2004) био је учесник Народноослободилачке борбе, правник, књижевник, новинар и публициста.

## Биографија
Рођен је 20. марта 1930. године у Андријевици. Његов отац Станиша био је капетан Југословенске војске, а мајка Милена, рођена Алетић, домаћица. Основну школу је завршио у родном месту. 
Године 1943, са свега тринаест година, отишао је у партизане — био је најпре у Четвртој црногорској пролетерској бригади, а потом у Комском партизанском одреду. Године 1946. примљен је у Одељење за заштиту народа (ОЗН) и послат на дошколовање. Године 1948. је матурирао, а потом је уписао и Правни факултет у Београду, на коме је дипломирао 1969. године. У Служби државне безбедности (СДБ) је остао све до 1979. године, када је пензионисан. Од 1960. до 1979. био је главни саветник у Савезном секретаријату за унутрашње послове (ССУП), а од 1971. до 1974. главни уредник листа „Џудо“.
Године 1948. почео је да се бави књижевношћу. Аутор је преко 30 романа, две књиге приповедака, 19 фељтона, 22 романсиране хронике, два стручна рада, више студија и др. Године 1975. заједно са Здравком Велимировићем и Младеном Ољачом учествовао је у писању сценарија за филм „Врхови Зеленгоре“, за који су били награђени Златном ареном за најбољи сценарио на Пулском фестивалу, 1976. године.
Поред Златне арене, добитник је и Награде СУБНОР-а „4. јул“, 1989. године и Награде „21. јул“, 1976. и Награде „22. октобар“, 1981. године.
У браку са супругом Вером, рођеном Танчић, имао је четворо деце — ћерке Татјану и Наташу и синове Андреја и Марка.
Умро је 7. августа 2004. године у Београду.

## Књижевна дела
- Три лица једне шпијунке, 1961. година
- У сенци хелебарде, 1967. година
- Отпор голоруких кроз логоре, 1970. година
- Хероји Љубиног гроба, 1973. година
- Рана на сунцу, 1976. година
- Игмански марш, 1978. година
- Први дани Прве пролетерске, 1978. година
- Операција Свети Стефан, 1979. година
- Забуна обавештајаца, 1979. година
- Бивши људи, 1981. година
- Земун на обалама Дунава и Саве, 1982. година
- Хероји Кадињаче, 1983. година
- Тајни невидљиви рат (пет књига), 1985. година
- Лучоноша са Проклетија, 1985. година
- Партизани за преговарачким столом (заједно са Миланом Бастом), 1986. година
- Државници, ратници, обавештајци... (три књиге; заједно са Миодрагом Вучковићем), 1989. година
- Подвиг обавештајца, 1990. година
- Исповест једног обавештајца, 1990. година
- Тајне мисије Мустафе Голубића, 1990. година
- Контраобавештајни удар, 1990. година
- Троструки живот шпијуна „Шпера”, 1990. година
- Агент ЦИА у редовима УДБ-е, 1990. година
- Тајне енигме о Вери Милетић, 1991. година
- Агент КГБ-а у редовима УДБ-е, 1992. година
- Пет хитаца у Павелића, 1992. година
- Свети Петар Први Цетињски, 1994. година
- Шпијунирање из космоса, 2000. година